# Chijindu Ujah
Chijindu Ujah (* 5. März 1994 in Enfield, London) ist ein britischer Leichtathlet, der sich auf den Sprint spezialisiert hat. Aufgrund seines Doping-Verstoßes wurde die britische 4-mal-100-Meter-Staffel die olympische Silbermedaille für Tokio 2021 aberkannt.

## Sportliche Laufbahn
Geboren in Ponders End, Enfield, London animierten ihn die Weltrekordläufe von Usain Bolt bei den Olympischen Spielen 2008 über 100 und 200 Meter mit der Leichtathletik anzufangen. Nachdem er 2009 noch bei nur 2, 3 Rennen teilnahm, begann er 2010 ernsthaft zu trainieren. Bereits in diesem Jahr lief er die 100 Meter erstmals unter 11 Sekunden und verbesserte diese persönliche Bestzeit kontinuierlich in den nächsten Jahren. 2011 belegte er bei den Jugendweltmeisterschaften nahe Lille mit 10,69 s den achten Platz über 100 Meter und gewann bei den Commonwealth Youth Games in Douglas die Silbermedaille im 100-Meter-Lauf und mit der englischen 4-mal-100-Meter-Staffel. 2012 erreichte er bei den Juniorenweltmeisterschaften in Barcelona in 10,36 s Rang sechs und wurde mit der britischen Stafette im Finale disqualifiziert. 2013 siegte er bei den Junioreneuropameisterschaften in Rieti mit einer Zeit von 10,40 s.
Das erste Mal unter 10 Sekunden über 100 Meter lief er beim Meeting in Hengelo am 8. Juni 2014. 2015 nahm er über 60 Meter an den Halleneuropameisterschaften in Prag teil und wurde dort im Finallauf disqualifiziert. Über 100 Meter qualifizierte er sich für die Weltmeisterschaften in Peking, bei denen er mit 10,05 s im Halbfinale ausschied und sich auch mit der britischen 4-mal-100-Meter-Staffel nicht für das Finale qualifizieren konnte. 2016 gewann er bei den Europameisterschaften in Amsterdam die Goldmedaille mit der Staffel und nahm daraufhin über 100 Meter an den Olympischen Spielen in Rio de Janeiro teil. Dort verfehlte er das Finale über 100 Meter um eine Hundertstelsekunde und schied mit 10,01 s im Halbfinale aus. Zudem kam er mit der Staffel im Vorlauf zum Einsatz, die in anderer Besetzung im Finale den fünften Platz belegte.
Bei den IAAF World Relays 2017 auf den Bahamas erreichte die britische Staffel im Finale nicht das Ziel. Im August nahm er an den Heimweltmeischaften in London teil und konnte dort als Startläufer mit der britischen Staffel Gold über 4-mal 100 Meter erzielen. Im Einzelbewerb über 100 Meter schied er mit 10,12 s erneut im Halbfinale aus. 2018 nahm er erstmals an den Hallenweltmeisterschaften in Birmingham teil und wurde dort im Halbfinale über 60 Meter disqualifiziert. Bei den Europameisterschaften erreichte er im Finale über 100 Meter mit 10,06 s den vierten Platz und verteidigte mit der Staffel in 37,80 s seinen Titel. Bei den IAAF World Relays 2019 in Yokohama wurde er in 38,15 s Dritter hinter Brasilien und den Vereinigten Staaten.
2021 wurde Ujah bei der Golden Gala Pietro Mennea, wie auch beim Bauhaus-Galan, über 100 Meter in 10,10 s Dritter. Beim Müller British GP belegte er mit 10,10 s den zweiten Platz.

### Doping und Tokio 2021
In Tokio schied er mit 10,11 s im olympischen Halbfinale über 100 Meter aus, konnte aber mit der Staffel in 37,51 s gemeinsam mit Zharnel Hughes, Richard Kilty und Nethaneel Mitchell-Blake den zweiten Platz im Finale hinter dem Team aus Italien erreichen.
In A- und B-Dopingprobe von Ujah wurden die Selektiven Androgenrezeptor-Modulatoren Ostarine® und S-23 gefunden, woraufhin er von der Unabhängigen Integritätskommission (AIU) des Leichtathletikweltverbandes World Athletics vorläufig suspendiert wurde. Der Internationalen Sportgerichtshof (CAS) erkannte die Medaille im Februar 2022 endgültig ab. Nach Ablauf seiner Sperre schied er bei den Europameisterschaften 2024 in Rom mit 10,24 s im Halbfinale über 100 Meter aus und verpasste mit der Staffel mit 39,60 s den Finaleinzug.
In den Jahren 2015 und 2021 wurde Ujah britischer Meister im 100-Meter-Lauf sowie 2015 und 2018 Hallenmeister über 60 Meter.

## Persönliche Bestzeiten
- 100 Meter: 9,96 s (+1,4 m/s), 8. Juni 2014 in Hengelo
  - 60 Meter (Halle): 6,53 s, 1. Februar 2015 in London
- 200 Meter: 20,39 s (+1,7 m/s), 8. April 2017 in Tempe